# Förbindningsbanan (Stuttgart)
| Unknown BSicon "extSTRa" | Straight track | Unknown BSicon "extSTRa" |

| Unknown BSicon "extABZg+l" | Unknown BSicon "eKRZt" | Unknown BSicon "extSTRr" |

| Unknown BSicon "extHSTea" | Unknown BSicon "tSTRa" |  |

| Unknown BSicon "tBS2l" | Unknown BSicon "tBS2r" |  |

| Unknown BSicon "tBHF" |

| Unknown BSicon "tHST" |

| Unknown BSicon "tHST" |

| Unknown BSicon "tHST" |

| Unknown BSicon "tHST" |

| Unknown BSicon "tSTRe" |

Förbindningsbanan är en järnvägstunnel under centrala Stuttgart i Tyskland vars första del invigdes 1978 samt förlängdes 1985. Tunneln är  8,7 km lång och trafikeras av pendeltåg. En ny del är under uppbyggnad i projektet Stuttgart 21 till Mittnachtstrasse. Den första delen av tunneln byggdes åren 1971 till 1978 mellan Hauptbahnhof och Schwabstraße. En förlängning av tunneln till station Universität byggdes 1979 till 1985.

## Bilder

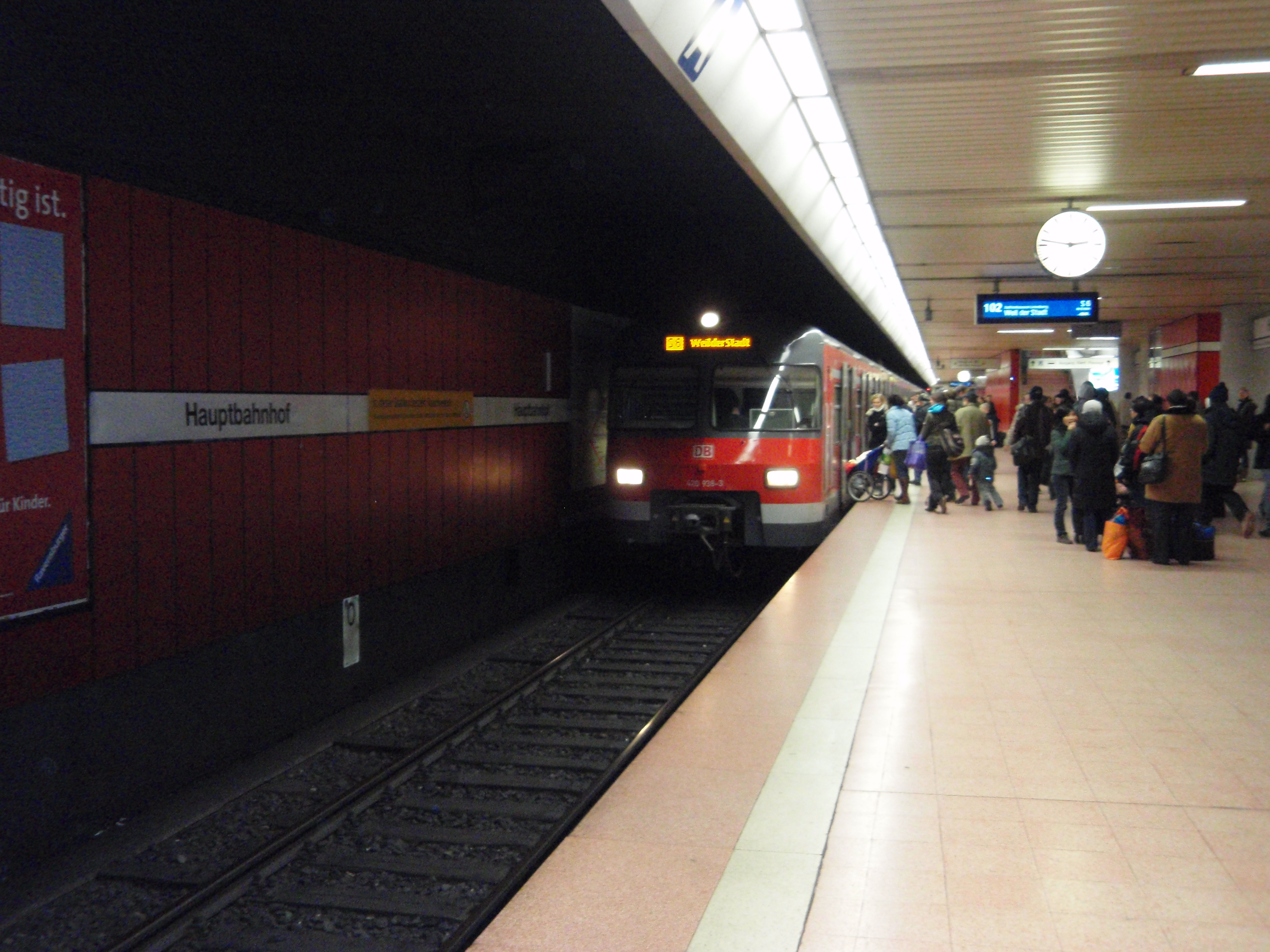
Stuttgart Hauptbahnhof
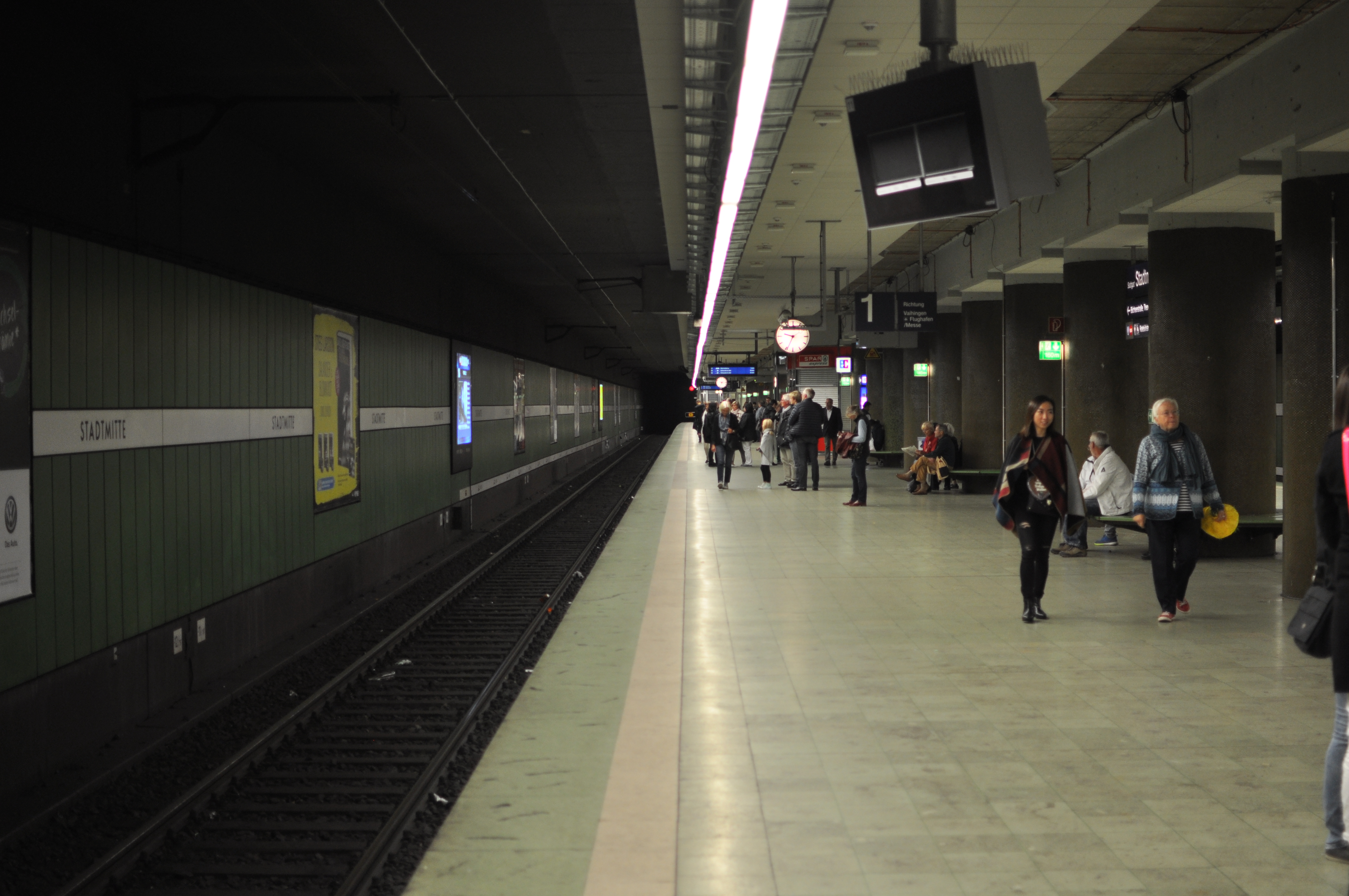
Stadtmitte
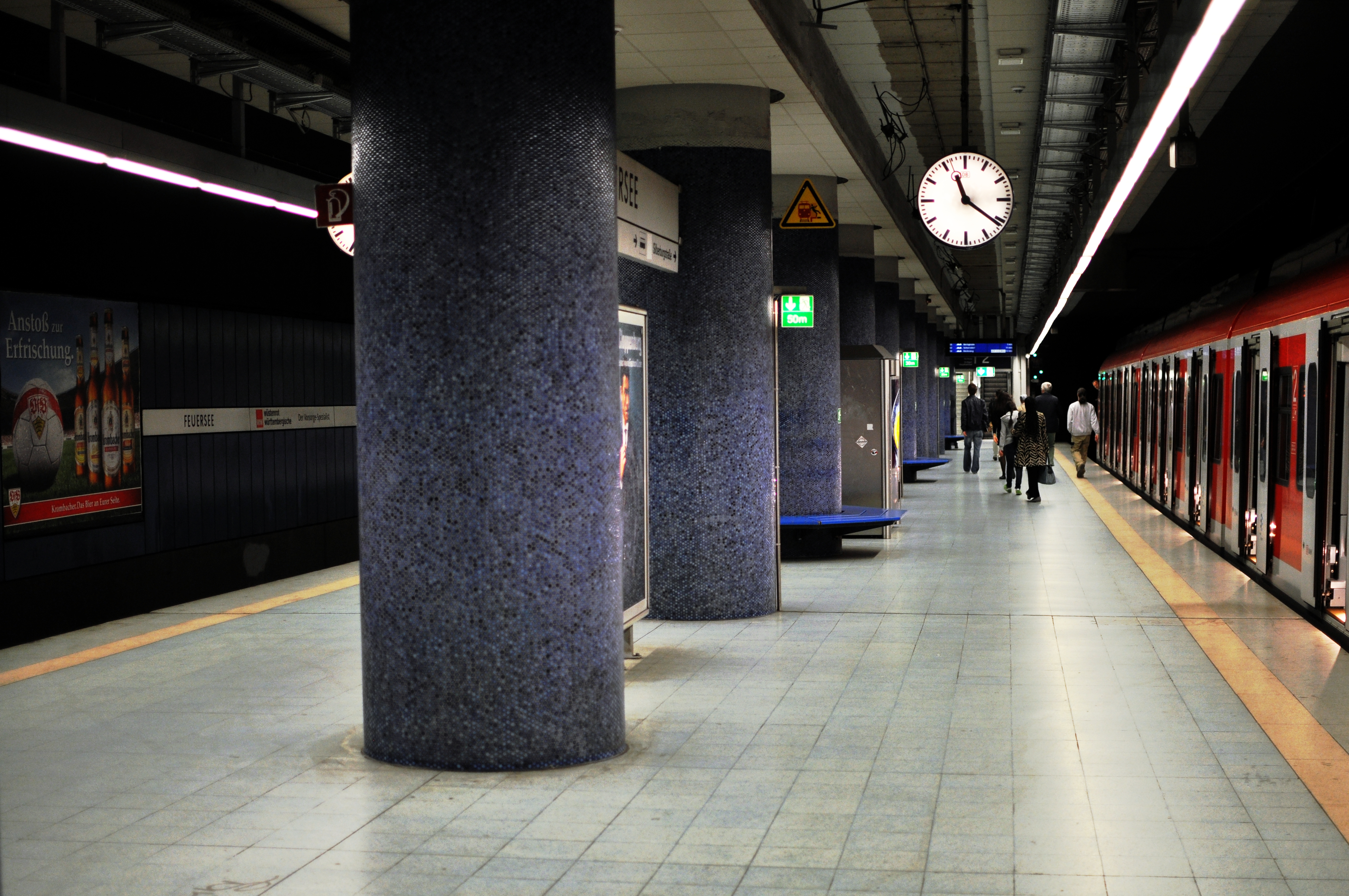
Feuersee
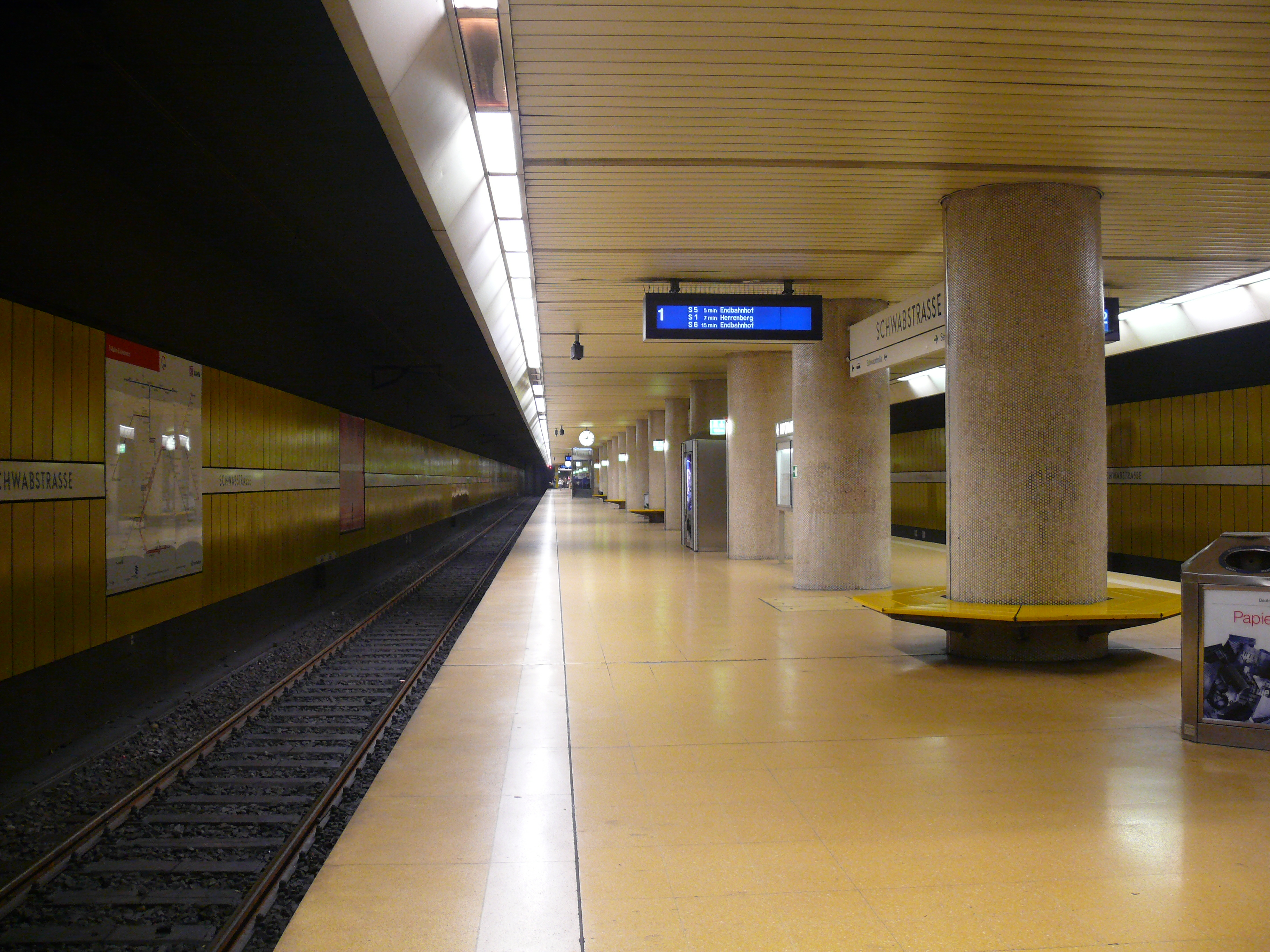
Schwabstraße
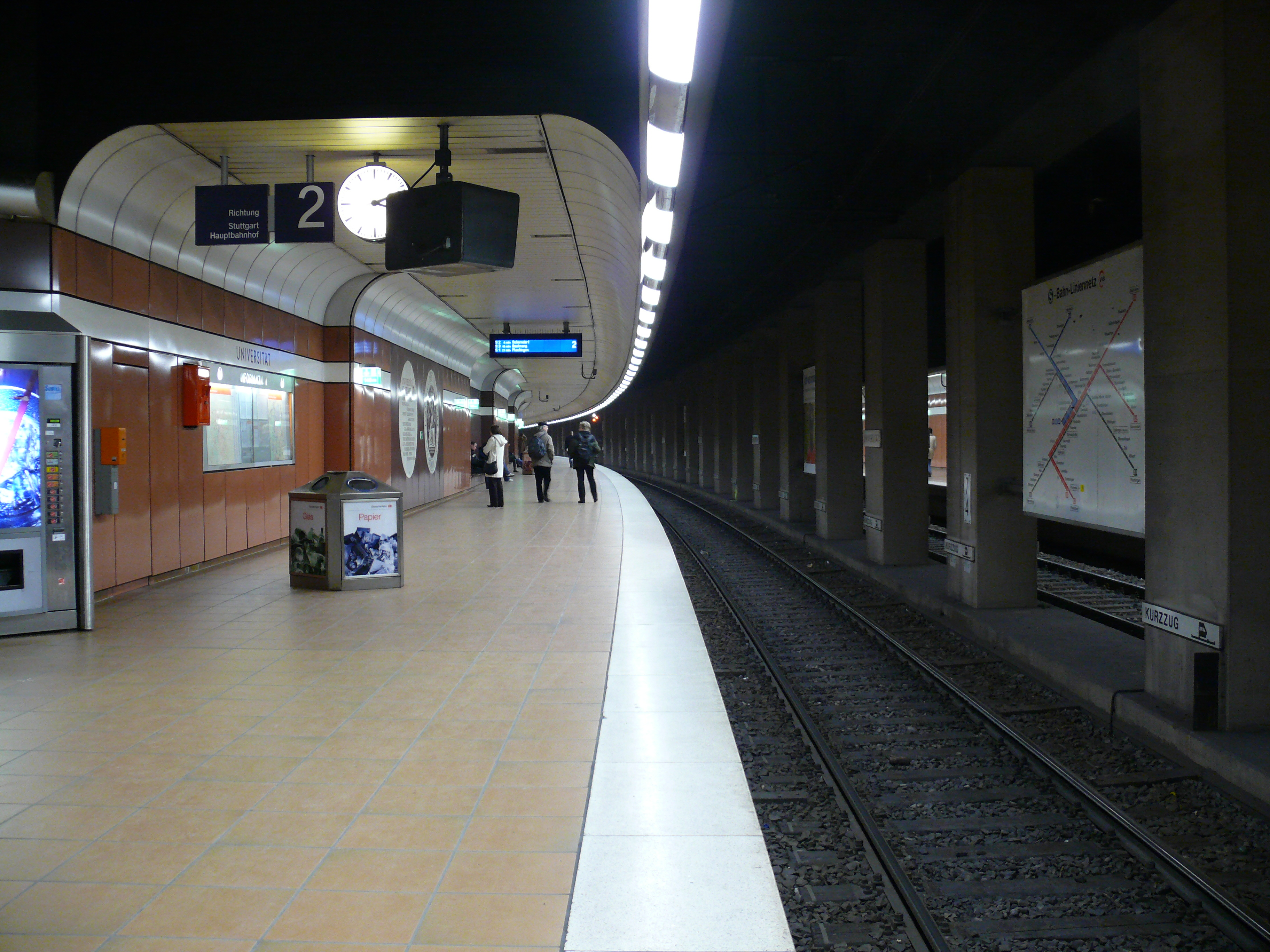
Universität